# Conrado Walter
Conrado Walter (ur. 19 czerwca 1923 w Bichishausen, współcześnie dzielnica Münsingen w Badenii-Wirtembergii, zm. 20 września 2018 w Jacarezinho) – niemiecki duchowny rzymskokatolicki, misjonarz w Brazylii, pallotyn.
Święcenia prezbiteratu przyjął w Stowarzyszeniu Apostolstwa Katolickiego 2 grudnia 1956 roku. 1 grudnia 1977 Paweł VI mianował go biskupem pomocniczym diecezji Jacarezinho, przydzielając mu stolicę tytularną Lysinia. Święcenia biskupie przyjął 2 lutego 1978 z rąk Carmine Rocco, ówczesnego nuncjusza apostolskiego w Brazylii. 26 listopada 1984 został mianowany koadiutorem Jacarezinho. 10 sierpnia 1991, po śmierci biskupa Pedro Filipaka objął rządy w diecezji. 5 lipca 2000 Jan Paweł II przyjął jego rezygnację z urzędu, złożoną ze względu na osiągnięcie wieku emerytalnego.
Zmarł 20 września 2018.